# Ain-Ervin Mere
Ain-Ervin Mere (Vändra, 22 febbraio 1903 – Leicester, 5 aprile 1969) è stato un militare estone ufficiale nella seconda guerra mondiale.
Durante l'occupazione tedesca dell'Estonia, prestò servizio nella polizia di sicurezza estone controllata dai tedeschi.

## Biografia
Nacque a Vändra e combatté volontariamente nella guerra d'indipendenza estone. Secondo gli archivi del KGB, fu arruolato come agente dell'NKVD negli anni 1940-1941. I rapporti di Mere sul reinsediamento dei tedeschi del Baltico e sulle organizzazioni clandestine estoni furono indirizzati a Lavrenti Beria. Come riconoscimento per il suo servizio, fu nominato direttore di un dipartimento speciale del Corpo dei fucilieri estoni. Fu conosciuto con il nome in codice "Müller". Nel luglio 1941 si arrese all'esercito tedesco.
Fu un membro della polizia di sicurezza estone (Gruppo B della Sicherheitspolizei) negli anni dell'Auto-amministrazione estone e partecipò attivamente all'Olocausto.
Il 5 febbraio 1945, a Berlino, fondò l'Eesti Vabadusliit, un gruppo anticomunista, insieme al comandante delle Waffen-SS Harald Riipalu.

## Processo in contumacia
Nel marzo 1961, durante i processi per crimini di guerra nell'Estonia sovietica, il tribunale sovietico accusò la polizia di sicurezza tedesca in Estonia, sotto la guida di Mere (e successivamente di Julius Ennok), di essere stata attivamente coinvolta nell'arresto e nell'uccisione degli ebrei estoni insieme con Ralf Gerrets e Jaan Viik. La polizia fu anche attivamente impegnata nelle operazioni contro gli estoni considerati oppositori della Germania nazista.
Sebbene all'epoca risiedesse in Gran Bretagna, Mere fu condannato a morte per il ruolo avuto durante la guerra. Il governo britannico rifiutò di estradarlo, adducendo la mancanza di prove da parte delle autorità sovietiche, e morì all'età di 66 anni a Leicester, in Inghilterra.